# 大众街街道
大众街街道，是中华人民共和国青海省西宁市城东区下辖的一个乡镇级行政单位。

## 行政区划
大众街街道下辖以下地区：
树林巷社区、园山路社区、富强巷社区、德令哈社区、团结村和先进村。